# Nói albinói
Nói albinói es una película dramática islandesa de 2003 dirigida y escrita por Dagur Kári. Fue seleccionada como representante de Islandia para los premios Oscar de 2004, organizados por la Academia de Artes y Ciencias Cinematográficas .

## Argumento
Nói, un joven de 17 años, vive a la deriva en un remoto fiordo del norte de Islandia. En inverno, el fiordo está aislado del mundo, rodeado de montañas y enterrado en un manto de nieve. Nói sueña con escapar con Iris, una chica de ciudad, pero sus torpes intentos de escapar fracasan estrepitosamente. Solo un desastre natural le acabará abriendo los ojos para atisbar un futuro prometedor.

## Personaxes
- Tómas Lemarquis : Nói
- Þröstur Leó Gunnarsson : Kiddi Beikon
- Elín Hansdóttir : Iris
- Anna Fridriksdóttir : Lina
- Hjalti Rognvaldsson : Óskar
- Pétur Einarsson : Prestur
- Kjartan Bjargmundsson : Gylfi
- Greipur Gíslason : Þórarinn Skólastjóri